# Gran Premio del Sudafrica 1965
Il Gran Premio del Sudafrica 1965 fu la prima gara della stagione 1965 del Campionato mondiale di Formula 1, disputata il 1º gennaio sul Circuito di East London.
La corsa vide la vittoria di Jim Clark su Lotus-Climax, seguito da John Surtees su Ferrari e Graham Hill su BRM.

## Qualifiche
| Pos | N° | Naz                      | Pilota           | Costruttore                     | Scuderia                    | Tempo  | Distacco |
| --- | -- | ------------------------ | ---------------- | ------------------------------- | --------------------------- | ------ | -------- |
| 1   | 5  | Regno Unito (bandiera)   | Jim Clark        | Lotus 33-Climax                 | Team Lotus                  | 1:27.2 | -        |
| 2   | 1  | Regno Unito (bandiera)   | John Surtees     | Ferrari 158                     | Scuderia Ferrari SpA SEFAC  | 1:28.1 | +0.9     |
| 3   | 7  | Australia (bandiera)     | Jack Brabham     | Brabham BT11-Climax             | Brabham Racing Organisation | 1:28.3 | +1.1     |
| 4   | 6  | Regno Unito (bandiera)   | Mike Spence      | Lotus 33-Climax                 | Team Lotus                  | 1:28.3 | +1.1     |
| 5   | 3  | Regno Unito (bandiera)   | Graham Hill      | BRM P261                        | Owen Racing Organisation    | 1:28.6 | +1.4     |
| 6   | 2  | Italia (bandiera)        | Lorenzo Bandini  | Ferrari 512                     | Scuderia Ferrari SpA SEFAC  | 1:29.3 | +2.1     |
| 7   | 11 | Svezia (bandiera)        | Jo Bonnier       | Brabham BT7-Climax              | RRC Walker Racing Team      | 1:29.3 | +2.1     |
| 8   | 9  | Nuova Zelanda (bandiera) | Bruce McLaren    | Cooper T73-Climax               | Cooper Car Company          | 1:29.4 | +2.2     |
| 9   | 8  | Stati Uniti (bandiera)   | Dan Gurney       | Brabham BT11-Climax             | Brabham Racing Organisation | 1:29.5 | +2.3     |
| 10  | 10 | Austria (bandiera)       | Jochen Rindt     | Cooper T73-Climax               | Cooper Car Company          | 1:30.4 | +3.2     |
| 11  | 4  | Regno Unito (bandiera)   | Jackie Stewart   | BRM P261                        | Owen Racing Organisation    | 1:30.5 | +3.3     |
| 12  | 14 | Regno Unito (bandiera)   | Bob Anderson     | Brabham BT11-Climax             | DW Racing Entreprises       | 1:31.0 | +3.8     |
| 13  | 15 | Sudafrica (bandiera)     | Tony Maggs       | Lotus 25-BRM                    | Reg Parnell Racing          | 1:31.3 | +4.1     |
| 14  | 12 | Svizzera (bandiera)      | Jo Siffert       | Brabham BT11-BRM                | RRC Walker Racing Team      | 1:31.5 | +4.3     |
| 15  | 16 | Australia (bandiera)     | Frank Gardner    | Brabham BT11-BRM                | John Willment Automobiles   | 1:32.3 | +5.1     |
| 16  | 18 | Australia (bandiera)     | Paul Hawkins     | Brabham BT10-Ford               | John Willment Automobiles   | 1:33.1 | +5.9     |
| 17  | 20 | Sudafrica (bandiera)     | Peter de Klerk   | Alfa Special Special-Alfa Romeo | Otello Nucci                | 1:33.3 | +6.1     |
| 18  | 17 | Rhodesia (bandiera)      | John Love        | Cooper T55-Climax               | Privato                     | 1:33.8 | +6.6     |
| 19  | 19 | Regno Unito (bandiera)   | David Prophet    | Brabham BT10-Ford               | Privato                     | 1:33.9 | +6.7     |
| 20  | 25 | Rhodesia (bandiera)      | Sam Tingle       | LDS Mk1-Alfa Romeo              | Privato                     | 1:34.6 | +7.4     |
| NQ  | 28 | Sudafrica (bandiera)     | Trevor Blokdyk   | Cooper T59-Ford                 | Privato                     | 1:35.2 | +8.0     |
| NQ  | 23 | Sudafrica (bandiera)     | Neville Lederle  | Lotus 21-Climax                 | Scuderia Scribante          | 1:35.2 | +8.0     |
| NQ  | 21 | Sudafrica (bandiera)     | Doug Serrurier   | LDS Mk2-Climax                  | Otello Nucci                | 1:35.7 | +8.5     |
| NQ  | 27 | Sudafrica (bandiera)     | Brausch Niemann  | Lotus 24-Ford                   | Ted Lanfear                 | 1:35.2 | +8.0     |
| NQ  | 22 | Sudafrica (bandiera)     | Ernie Pieterse   | Lotus 21-Climax                 | Lawson Organisation         | 1:37.9 | +10.7    |
| NPQ | 24 | Rhodesia (bandiera)      | Clive Puzey      | Lotus 18/21-Climax              | Privato                     | -      | -        |
| NPQ | 29 | Sudafrica (bandiera)     | Jackie Pretorius | LDS Mk1-Alfa Romeo              | Privato                     | -      | -        |
| NPQ | 32 | Sudafrica (bandiera)     | Dave Charlton    | Lotus 20-Ford                   | Privato                     | -      | -        |
| WD  | 26 | Rhodesia (bandiera)      | Ray Reed         | RE 1-Alfa Romeo                 | Ray's Engineering           |        |          |
| WD  | 31 | Sudafrica (bandiera)     | David Clapham    | Cooper T51-Maserati             | Lawson Organisation         |        |          |
| WD  | 33 | Sudafrica (bandiera)     | Alex Blignaut    | Cooper-Climax                   | Privato                     |        |          |

## Gara
| Pos | N° | Naz                      | Pilota          | Costruttore                     | Giri | Tempo/Causa Ritiro | Pos partenza | Punti |
| --- | -- | ------------------------ | --------------- | ------------------------------- | ---- | ------------------ | ------------ | ----- |
| 1   | 5  | Regno Unito (bandiera)   | Jim Clark       | Lotus 33-Climax                 | 85   | 2:06:46.0          | 1            | 9     |
| 2   | 1  | Regno Unito (bandiera)   | John Surtees    | Ferrari 158                     | 85   | +29.0 secondi      | 2            | 6     |
| 3   | 3  | Regno Unito (bandiera)   | Graham Hill     | BRM P261                        | 85   | +31.8 secondi      | 5            | 4     |
| 4   | 6  | Regno Unito (bandiera)   | Mike Spence     | Lotus 33-Climax                 | 85   | +54.4 secondi      | 4            | 3     |
| 5   | 9  | Nuova Zelanda (bandiera) | Bruce McLaren   | Cooper T73-Climax               | 84   | +1 Giro            | 8            | 2     |
| 6   | 4  | Regno Unito (bandiera)   | Jackie Stewart  | BRM P261                        | 83   | +2 Giri            | 11           | 1     |
| 7   | 12 | Svizzera (bandiera)      | Jo Siffert      | Brabham BT11-BRM                | 83   | +2 Giri            | 14           |       |
| 8   | 7  | Australia (bandiera)     | Jack Brabham    | Brabham BT11-Climax             | 81   | +4 Giri            | 3            |       |
| 9   | 18 | Australia (bandiera)     | Paul Hawkins    | Brabham BT10-Ford               | 81   | +4 Giri            | 16           |       |
| 10  | 20 | Sudafrica (bandiera)     | Peter de Klerk  | Alfa Special Special-Alfa Romeo | 79   | +6 Giri            | 17           |       |
| 11  | 15 | Sudafrica (bandiera)     | Tony Maggs      | Lotus 25-BRM                    | 77   | +8 Giri            | 13           |       |
| 12  | 16 | Australia (bandiera)     | Frank Gardner   | Brabham BT11-BRM                | 75   | +10 Giri           | 15           |       |
| 13  | 25 | Rhodesia (bandiera)      | Sam Tingle      | LDS Mk1-Alfa Romeo              | 73   | +12 Giri           | 20           |       |
| 14  | 19 | Regno Unito (bandiera)   | David Prophet   | Brabham BT10-Ford               | 71   | +14 Giri           | 19           |       |
| 15  | 2  | Italia (bandiera)        | Lorenzo Bandini | Ferrari 512                     | 66   | Accensione         | 6            |       |
| NC  | 14 | Regno Unito (bandiera)   | Bob Anderson    | Brabham BT11-Climax             | 50   | +35 Giri           | 12           |       |
| Rit | 11 | Svezia (bandiera)        | Jo Bonnier      | Brabham BT7-Climax              | 42   | Frizione           | 7            |       |
| Rit | 10 | Austria (bandiera)       | Jochen Rindt    | Cooper T73-Climax               | 39   | Impianto elettrico | 10           |       |
| Rit | 17 | Rhodesia (bandiera)      | John Love       | Cooper T55-Climax               | 20   | Semiasse           | 18           |       |
| Rit | 8  | Stati Uniti (bandiera)   | Dan Gurney      | Brabham BT11-Climax             | 11   | Accensione         | 9            |       |

## Statistiche

### Piloti
- 14ª vittoria per Jim Clark
- 1º Gran Premio per Paul Hawkins, Dave Charlton, Jackie Pretorius e Jackie Stewart
- 1° e unico Gran Premio per Alex Blignaut, David Clapham, Clive Puzey e Ray Reed
- Ultimo Gran Premio per Tony Maggs, Neville Lederle, Ernie Pieterse, Doug Serrurier, Trevor Blokdyk, Brausch Niemann e David Prophet

### Costruttori
- 19° vittoria per la Lotus
- Primo e unico Gran Premio per la RE
- Ultimo Gran Premio per la Alfa Special

### Motori
- 35° vittoria per il motore Climax

### Giri al comando
- Jim Clark (1-85)

## Classifiche Mondiali

### Piloti
| Pos | Pilota         | Punti |
| --- | -------------- | ----- |
| 1   | Jim Clark      | 9     |
| 2   | John Surtees   | 6     |
| 3   | Graham Hill    | 4     |
| 4   | Mike Spence    | 3     |
| 5   | Bruce McLaren  | 2     |
| 6   | Jackie Stewart | 1     |

### Costruttori
| Pos | Team          | Punti |
| --- | ------------- | ----- |
| 1   | Lotus-Climax  | 9     |
| 2   | Ferrari       | 6     |
| 3   | BRM           | 4     |
| 4   | Cooper-Climax | 2     |